# Campanula reatina
Campanula reatina är en klockväxtart som beskrevs av Lucchese. Campanula reatina ingår i släktet blåklockor, och familjen klockväxter. Inga underarter finns listade i Catalogue of Life.